# Mysateles melanurus
La jutía andaraz o jutía de cola negra (Mysateles melanurus) es una especie de  roedor histricomorfo de familia Capromyidae, endémica de Cuba.

## Características
Esta especie es muy parecida en tamaño a la jutía carabalí, alcanza hasta 300 mm de largo aproximadamente, no obstante, difiere en el color de su pelaje, más oscuro, que se acentúa en su larga cola, la cual puede ser casi negra. Su pelaje es más tupido y largo y su cola más poblada.
Su cabeza es casi puntiaguda con orejas y ojos pequeños a medianos y en el hocico posee cerdas táctiles en forma de bigotes.

## Hábitat
Existe en algunas regiones de las cinco provincias más orientales. Vive en los montes de la Sierra Maestra, donde su número es mayor. Cabe destacar que es muy abundante en Guisa, municipio de la provincia de Granma.

## Reproducción
Como casi todos los mamíferos es vivíparo. Hay que seña lar que esta especie no es tan prolija como la jutía conga y la carabalí.

## Alimentación
Se nutre de sustancias vegetales, o sea es fitófaga. Entre otras, ingiere raíces tiernas, cortezas de árboles y frutos.

## La cola
Existen criterios sobre si la cola es prensil o no, lo que se puede confirmar es que mientras la cola de la carabalí es redondeada en toda su extensión, en esta es algo aplanada lateralmente en su base. Se afirma que a la jutía andaraz no debe agarrársele por la cola para capturarla o aguantarla, porque basta un tirón no tan fuerte para que se le desprenda este apéndice; generalmente se separa la cola del cuerpo cerca de la base, como si la zona aplanada fuera un punto frangible por naturaleza.

## Bibliografíía
- Sánchez Varona, Luis (1980). Mamíferos de Cuba. Editorial Gente Nueva, La Habana.